# Израильско-сан-маринские отношения
Израильско-санмаринские отношения — двусторонние дипломатические отношения между Сан-Марино и Израилем. Между двумя странами существуют официальные дипломатические отношения. Сан-Марино имеет консульство в Савьоне, открытое 28 июня 2004 года, а также еще одного консула в Герцлии. Посольство Израиля в Риме аккредитовано в Сан-Марино.

## История
Израиль и Сан-Марино подписали соглашение о безвизовом режиме 16 мая 1977 года и соглашение об улучшении отношений 21 апреля 1995 года.
7 марта 2011 года в Риме состоялась встреча министра иностранных дел Израиля Авигдора Либермана и главы МИД Сан-Марино Антонеллы Муларони. В ходе встречи сан-маринский министр выразила желание назначить посла-нерезидента в Израиле.
2 июля 2012 года Авигдор Либерман вновь посетил Италию, и на этот раз не обошел вниманием Сан-Марино. Это был первый визит израильского должностного лица в Сан-Марино. В рамках визита Либерман принял участие в открытии больницы, после чего вновь встретился с Муларони, а также с капитанами-регентами. В завершение визита израильский министр в знак благодарности посадил в Сан-Марино оливковое дерево.
В июле 2018 года капитаны-регенты Сан-Марино совершили неформальный визит в Израиль. Они остановились в сан-маринском консульстве в Савьоне.
Сан-Марино не признает палестинское государство и не поддерживает связей с ООП.